# Krise
 For alternative betydninger, se Krise (flertydig).
En krise er enhver begivenhed eller tidsperiode, der vil føre til en ustabil og farlig situation evt. grundet tidspres og manglende beredskab, der påvirker en aktør (fx et individ, virksomhed eller stat).
En nødsituation er ikke en krise, men en nødsituation kan udvikle sig til en krise når beredskabets resurser slipper op. En katastrofe, som resulterer i et større negativ udfald, er en krise.